# Denis Alex Rusu
Denis Alex Rusu (Avram Iancu, 21 marzo 2001) è un calciatore rumeno, centrocampista del CFR Cluj.

## Caratteristiche tecniche
È un centrocampista offensivo.

## Carriera
Acquistato dall'UTA Arad nel 2020, debutta in Liga I il 28 agosto 2018 in occasione dell'incontro pareggiato 0-0 contro il Voluntari.

## Statistiche
Statistiche aggiornate al 20 marzo 2021.

### Presenze e reti nei club
| Stagione        | Squadra         | Campionato      | Campionato | Campionato | Coppe nazionali | Coppe nazionali | Coppe nazionali | Coppe continentali | Coppe continentali | Coppe continentali | Altre coppe | Altre coppe | Altre coppe | Totale | Totale | Totale |
| Stagione        | Squadra         | Comp            | Pres       | Reti       | Comp            | Pres            | Reti            | Comp               | Pres               | Reti               | Comp        | Pres        | Reti        | Pres   | Reti   |        |
| --------------- | --------------- | --------------- | ---------- | ---------- | --------------- | --------------- | --------------- | ------------------ | ------------------ | ------------------ | ----------- | ----------- | ----------- | ------ | ------ | ------ |
| 2020-2021       | UTA Arad        | L1              | 25         | 2          | CR              | 1               | 0               |                    | -                  | -                  |             | -           | -           | 26     | 2      |        |
| Totale carriera | Totale carriera | Totale carriera | 25         | 2          |                 | 1               | 0               |                    | -                  | -                  |             | -           | -           | 26     | 2      |        |